# 克里斯蒂安·劳斯·朗格

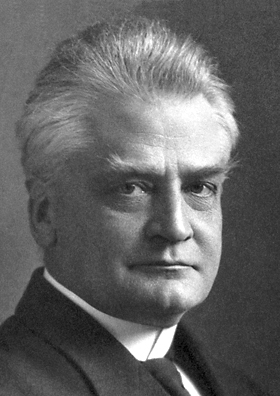
克里斯蒂安·劳斯·朗格

克里斯蒂安·劳斯·朗格（挪威語：Christian Lous Lange，1869年9月17日—1938年12月11日），挪威人。1909年开始担任国际议会联盟秘书长，直到1913年退休。1921年他获得诺贝尔和平奖。